# Zoegdidi (stad)
Zoegdidi (Georgisch: ზუგდიდი) is een stad in het westen van Georgië met 40.100 inwoners (2024), gelegen in de regio Samegrelo-Zemo Svaneti. Het is naast regiohoofdstad ook het bestuurlijk centrum van de gemeente Zoegdidi. De stad ligt op de oevers van de Tsjchousji, een linkszijrivier van de Engoeri, op 260 kilometer van hoofdstad Tbilisi en vijf5 kilometer van de autonome, maar feitelijk afgescheiden republiek Abchazië. Zoegdidi is de zevende grote stad van het land.

## Geschiedenis

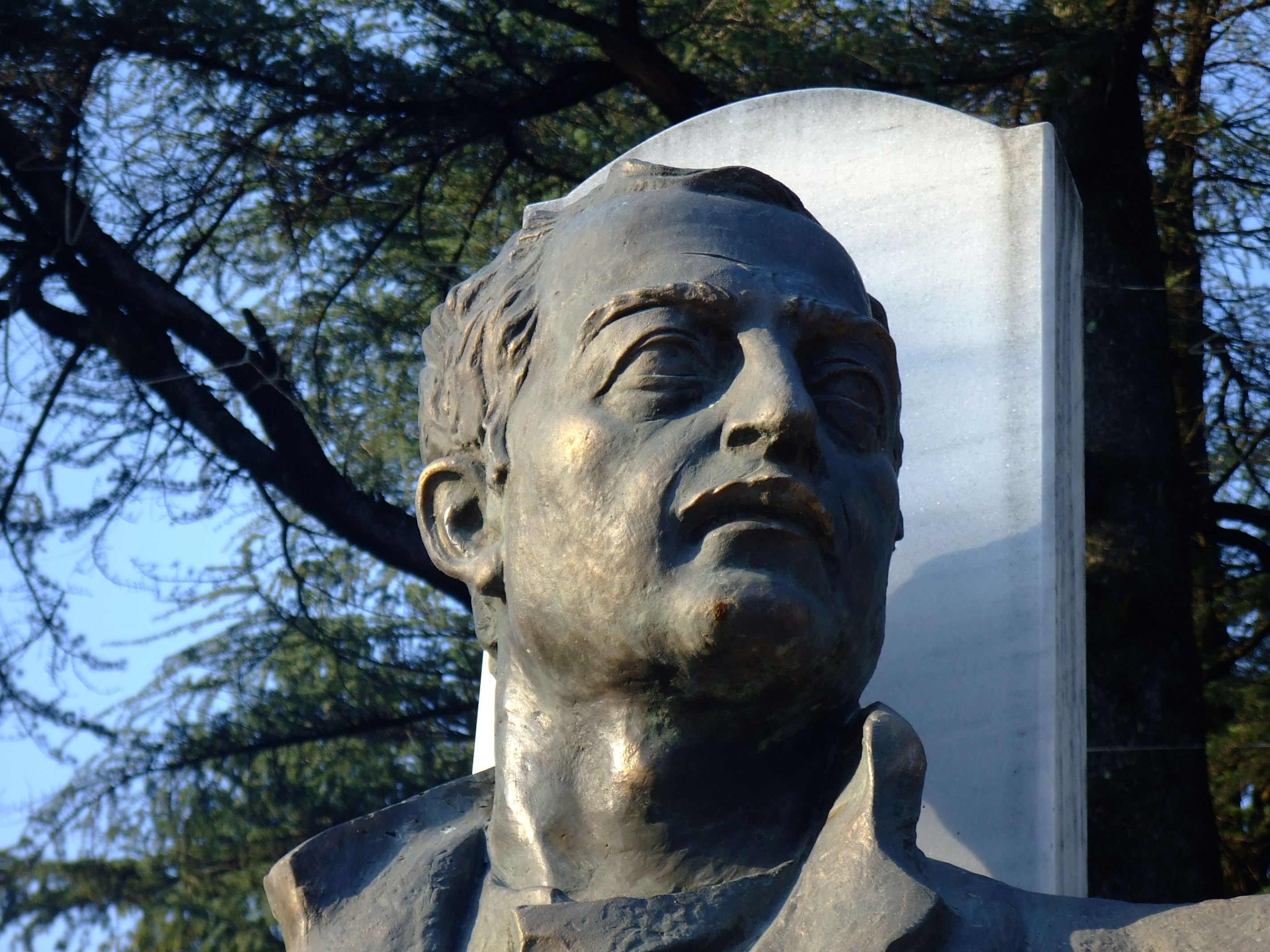
Zviad Gamsachoerdia geëerd in Zoegdidi

Tussen de 17e-19e eeuw was Zoegdidi een van de belangrijke politieke en culturele centra van Mingrelië en heel Georgië. Het beroemde Georgische middeleeuws epos 'De ridder in het pantervel' werd in 1646 in Zoegdidi door Mamoeka Tavakalasjvili herschreven, aan het hof van prins Levan II Dadiani. De Dadiani-dynastie zetelde in Zoegdidi en liet er een paleis bouwen dat nog steeds in het centrum van de stad staat. In 1840 werd hiernaast een botanische tuin aangelegd.

### Russisch Rijk
Historisch gezien was Zoegdidi tot 1867 de hoofdstad van het Vorstendom Mingrelië (of ook wel Odisji), toen het vorstendom werd afgeschaft door het Russisch Rijk. Mingrelië was sinds 1803 een protectoraat van Rusland en genoot binnen die context onafhankelijkheid onder de Dadiani-dynastie.
Vanaf 1867 werd Zoegdidi tot 1930 het bestuurlijke centrum van het oejezd (of ook wel mazra) Zoegdidi, dat tot 1918 in het Gouvernement Koetais lag. Het oejezd omvatte behalve de huidige gemeente Zoegdidi ook Tsalendzjicha, Tsjchorotskoe en het grootste deel van Chobi. Met de val van het Russische Rijk en het uitroepen van de Democratische Republiek Georgië in 1918 werd het Gouvernement Koetais afgeschaft. In dat jaar kreeg de stad stadsrechten.

### Sovjetperiode
Na de annexatie in 1921 van Georgië in de Sovjet-Unie werd Zoegdidi met de bestuurlijke herindeling van de Sovjet-Unie in 1930 de hoofdstad van het rajon (district) Zoegdidi. De stad was een van de centra van de Georgische anti-Sovjet Augustusopstand in 1924, en veel prominente intellectuelen en publieke figuren werden als afstraffing door de communistische heersers doodgeschoten in de botanische tuin en omgeving. Met de industrialisatie van de Sovjet-Unie kwamen er verschillende fabrieken in Zoegdidi, zoals een pulp- en papierfabriek, wijnmakerijen, oliepersen, conservenfabrieken, theefabrieken, zijdeweverijen en meubelfabrieken. Ook kwam er een filiaal van het Onderzoeksinstituut voor Thee en Subtropische Gewassen, in navolging van Tsjakvi en Anaseoeli bij Naroedzja.

### Burgeroorlog

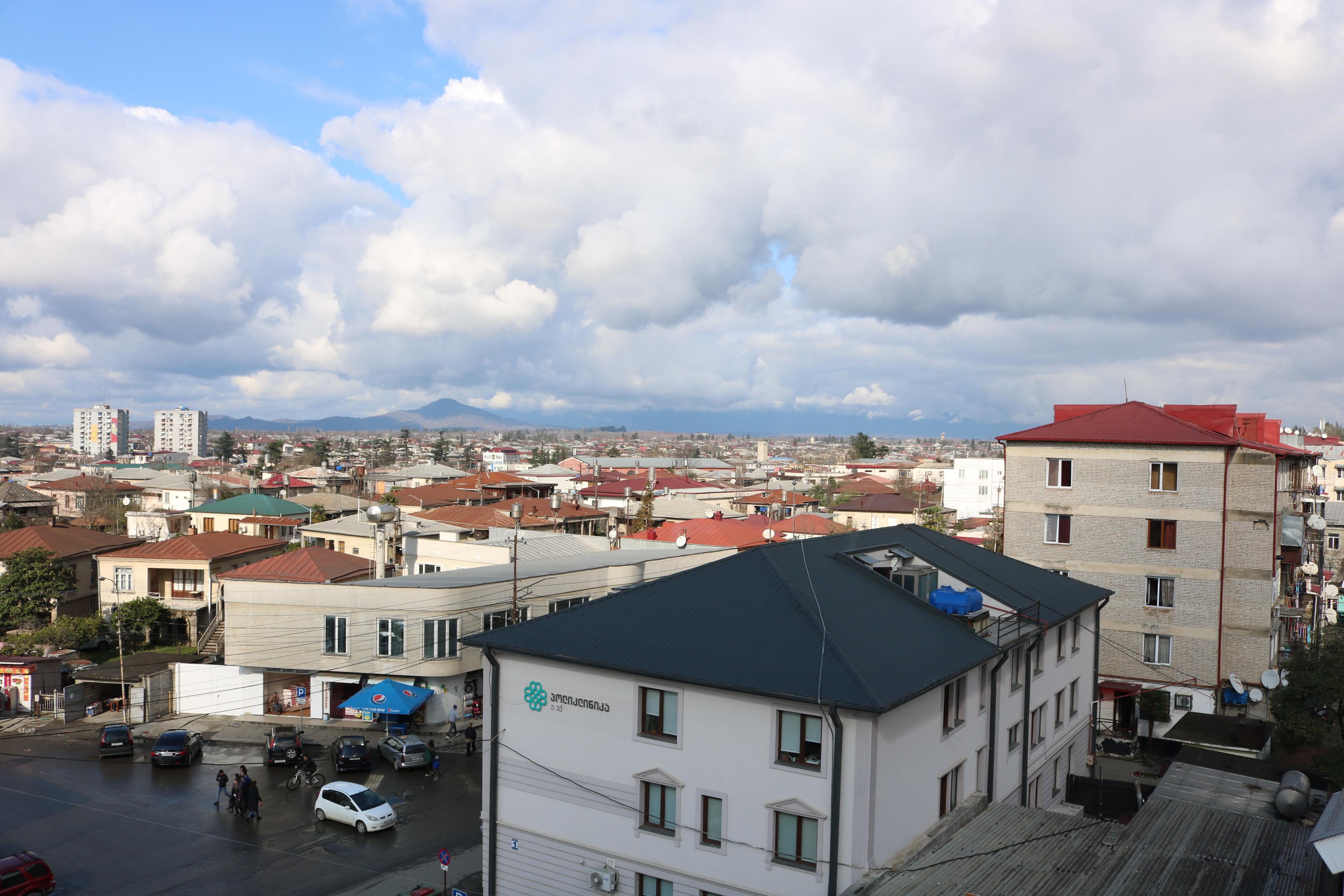
Uitzicht over de stad

In de periode 1992-1993, tijdens de Georgische burgeroorlog, werd de stad zwaar beschadigd. Mingrelië was tijdens deze burgeroorlog centrum van gevechten door Zviadisten, aanhangers van de eind 1991 afgezette president van Georgië Zviad Gamsachoerdia, tegen het regeringsleger. Op 6 november 1993 namen regeringstroepen zonder weerstand Zoegdidi weer in, nadat het eind oktober een offensief in Mingrelië was begonnen. Daarmee viel het laatste bolwerk van de rebellen van de Zviadisten. Twee jaar eerder marcheerden de regeringstroepen ook al eens Zoegdidi binnen om de 'Zviadisten' te verdrijven. Toen bleven veel inwoners van de streek, de geboorteprovincie van Gamsachoerdia, rond de stad een guerrillastrijd voeren. Op 31 december 1993 vindt Gamsachoerdia in het dorpje Chiboela niet ver van Zoegdidi onder nooit opgehelderde omstandigheden de dood.
De stad kende door de burgeroorlog in Abchazië in 1992-1993 en daarna een grote toestroom aan vluchtelingen, met name etnisch Georgiërs. Veel van hen zijn sindsdien elders het land in getrokken, maar een deel woont in tijdelijke huisvesting in en rond Zoegdidi in afwachting van terugkeer.

### Bestuurlijke hervormingen
In 1995 werd Zoegdidi de hoofdstad van de nieuw opgerichte regio (mchare) Samegrelo-Zemo Svaneti. Tussen 2014 en 2017 was de stad Zoegdidi een aparte bestuurseenheid naast de rest van de gemeente. In 2017 werd dat net als bij zes andere steden teruggedraaid omdat deze constructie te duur en inefficiënt bleek.

## Demografie
Begin 2024 had Zoegdidi 40.100 inwoners, een daling van bijna bijna 7% ten opzichte van de volkstelling in 2014. De bevolking van Zoegdidi bestond in 2014 vrijwel geheel uit Georgiërs, met name Mingreliërs. De grootste groepen etnische minderheden zijn ruim 100 Russen en enkele tientallen Oekraïners en Bosja (een Armeense minderheid).
| Aantal                                                           | 3.407 | 4.525 | 5.577 | 15.062 | 31.081 | 39.896 | 45.170 | 50.022 | 68.894 | 42.998 | 41.494 | 40.100 |
| Verantwoording data: Bevolkingsstatistiek Georgië 1897 tot heden |       |       |       |        |        |        |        |        |        |        |        |        |

## Vluchtelingen uit Abchazië

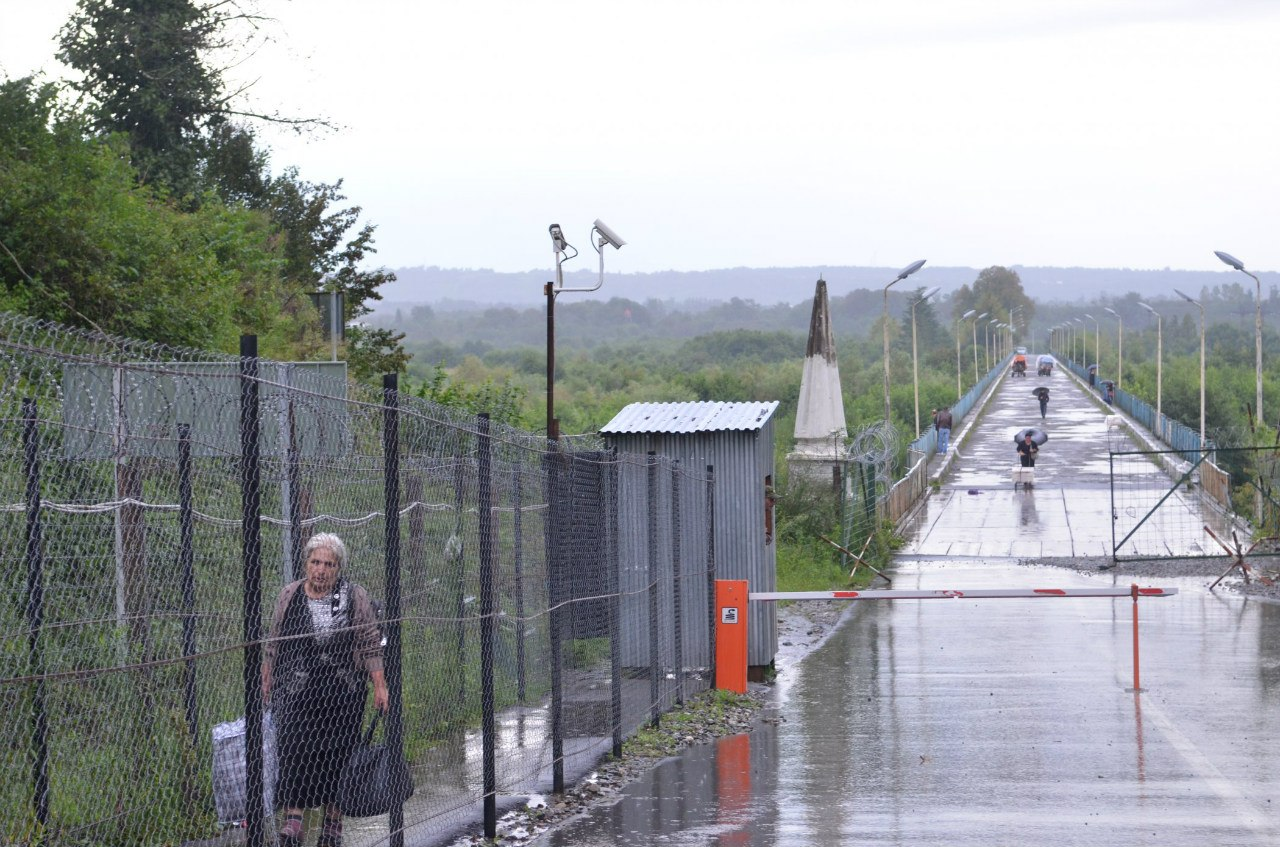
De enige oversteek over de Engoeri tussen Zoegdidi en Abchazië.

Zoegdidi heeft meer dan andere plaatsen in Georgië de gevolgen gevoeld van de burgeroorlog rond Abchazië van 1992-93 en oprispingen daarna, zoals in 1998. In totaal zijn circa 300.000 etnisch Georgiërs ontheemd geraakt, waarvan slechts een beperkt deel kon terugkeren. De gemeente Zoegdidi huisvestte in 2021 nog 14.962 huishoudens (49.379 personen) die geregistreerd staan als interne vluchtelingen (IDP, internally displaced persons). Dit is na Tbilisi het hoogste aantal binnenlandse vluchtelingen in een gemeente. In internationale gremia wordt jaarlijks een beroep gedaan op het recht op terugkeer (naar Abchazië), maar dit wordt systematisch geweigerd door Abchazië en patroon Rusland.
In het aangrenzende Gali district in Abchazië wonen ongeveer 30.000 Georgiërs. Door de inperking van het onderwijs in het Georgisch, maar ook het ontnemen van het Abchazische "paspoort", zijn zij meer afhankelijk geworden van interactie met Zoegdidi voor scholing, pensioenrechten en complexere medische zorg. Sinds 2016 zijn verschillende Abchazische checkpoints naar Georgisch gecontroleerd gebied gesloten, wat deze interactie bemoeilijkt en tot internationale kritiek heeft geleid. Sinds 2019 is alleen de brug over de Engoeri bij Zoegdidi open, maar tijdens de coronapandemie is deze ook een jaar gesloten geweest. De beperkingen van het oversteken van de Engoeri en de gescheiden gemeenschappen en dorpen aan beide zijden van de feitelijke grens leiden geregeld tot menselijk leed.

## Bezienswaardigheden

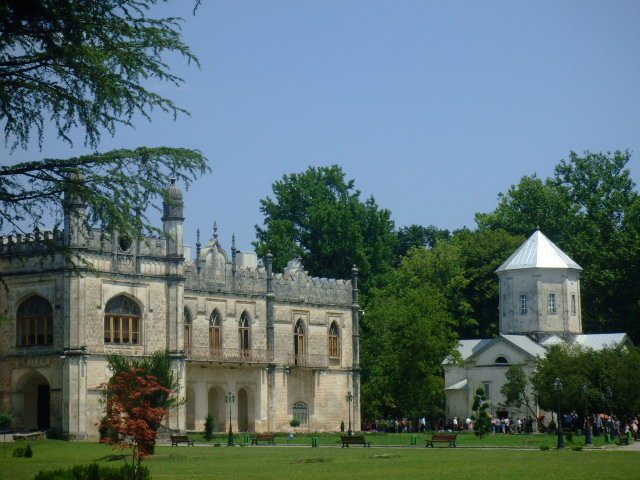
Dadiani Paleis

In en rond stad zijn diverse historische bezienswaardigheden:
- Dadiani-paleis in Zoegdidi. Het paleis is in gebruik als een geschiedenis- en architectuurmuseum en vormt een van de vooraanstaande paleizen in de Kaukasus in neogotische stijl. Al in de 19e eeuw werden hier archeologische vondsten uit Nokalakevi (Archaeopolis) tentoongesteld.
- Oude forten, zoals Tsjakvindzji, Roechi, en Anaklia.
- Diverse oude kerken, zoals de Tsaisji kathedraal (10e-11e eeuw), St. Georgekerk in Koki (12-13e eeuw), Heilige Maria-kerk in Kortscheli (17e eeuw).

## Vervoer
De belangrijkste hoofdweg in Georgië, S1 (Tbilisi - Zoegdidi - Leselidze), gaat dwars door de stad. Formeel gaat de weg vanaf Zoegdidi via Abchazië naar de Russische grens bij Adler, maar doorgaand autoverkeer is niet mogelijk. De feitelijke Abchazische autoriteiten staan doorgang aan de westkant van de Engoeri-brug niet toe. De S1 is in Zoegdidi onderdeel van de Europese E97. Enkele regionale hoofdwegen hebben hun beginpunt in Zoegdidi, zoals de nationale route Sh6 naar Tsalendzjicha, de nationale route Sh7 naar Mestia, en de nationale route Sh8 naar Anaklia. Zoegdidi is het eindpunt van de spoorlijn uit Tbilisi.

## Stedenbanden
Zoegdidi heeft stedenbanden met:
- Jonava, Litouwen (sinds 2017)[25]

## Sport
De stad heeft een landelijk spelende voetbalclub, FK Dinamo Zoegdidi, die tot medio 2011 in het centraal in de stad bij de botanische tuin gelegen Goelia Toetberidzestadion speelde. Dit stadion uit 1931 werd in 2012 gesloopt en de club verhuisde naar het Ganmoechoeri Centraalstadion in Ganmoechoeri aan de Zwarte Zee. In de stad werd het nieuwe Zoegdidistadion gebouwd, maar werd niet in gebruik gesteld.

## Geboren in Zoegdidi
- Nona Gaprindasjvili (3 mei 1941), schaakster.
- Valerian Gvilia (24 mei 1994), voetballer.